# Пођо Сан Поло (Сијена)
Пођо Сан Поло је насеље у Италији у округу Сијена, региону Тоскана.
Према процени из 2011. у насељу је живело 29 становника. Насеље се налази на надморској висини од 523 м.